# Leif Edling

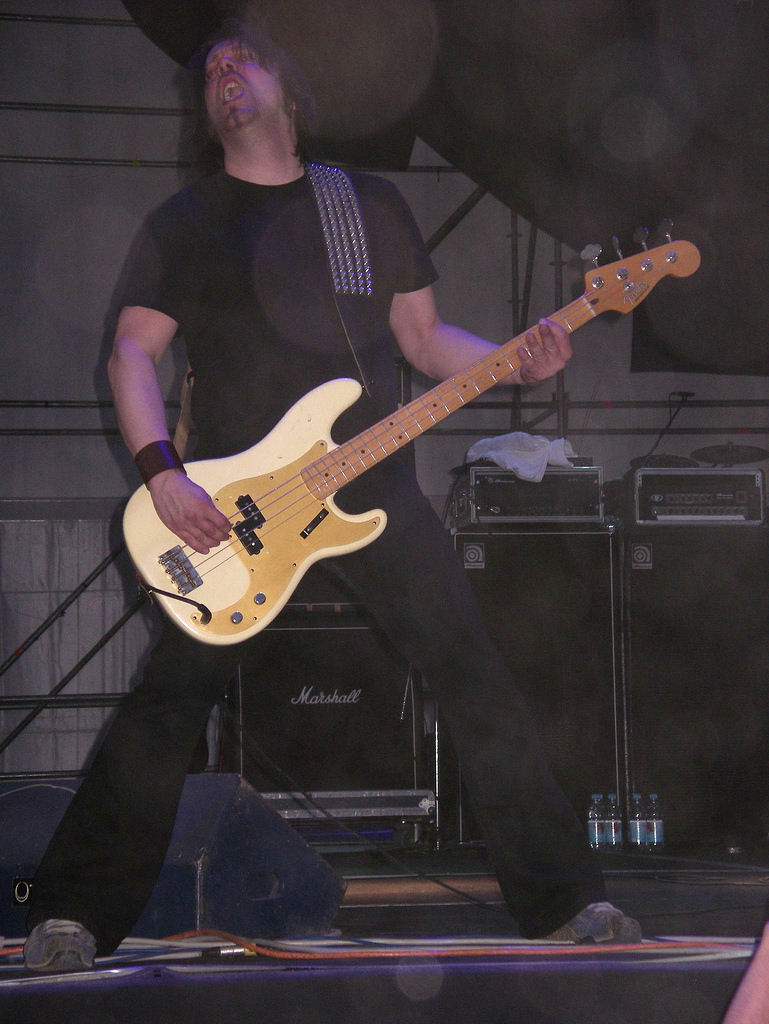
Leif Edling

Leif Edling (* 6. August 1963) ist ein schwedischer Musiker, der als Hauptsongschreiber und Bassist der stilprägenden Doom-Band Candlemass bekannt wurde, wodurch er als einflussreiche Persönlichkeit des Metal gilt.

## Biografie
Edling spielte zunächst in der Band Trilogy. Dann war er für eine Band namens Witchcraft, nicht die 2000 gegründete gleichnamige Gruppe, tätig. 1981 gründete er Nemesis, aus der Candlemass hervorging. Nachdem der Sänger Messiah Marcolin Candlemass verlassen hatte, wurde die Band zu Edlings Soloprojekt. Nach der vorübergehenden Auflösung von Candlemass 1994 gründete Edling mit Mats Levén Abstrakt Algebra. 2002 gründete Edling Krux.

## Ausrüstung
Edling spielt Mesa/Boogie 400+ Verstärker sowie einen Ampeg 8 × 10 Cabinet. Er spielt einen Fender Precision 57’ Vintage und einen Gibson Thunderbird-Bass.

## Diskografie

### Mit Nemesis
- Day of Retribution -1984

### Mit Candlemass
- Epicus Doomicus Metallicus – 1986
- Nightfall – 1987
- Ancient Dreams – 1988
- Tales of Creation – 1989
- Live – 1990 (live)
- Chapter VI – 1992
- Dactylis Glomerata – 1998
- From the 13th Sun – 1999
- Doomed for Live – Reunion 2002 – 2003 (Live-Doppel-CD)
- Candlemass – 2005
- King of the Grey Islands – 2007
- Candlemass 20 Year Anniversary (DVD, 2007)
- Lucifer Rising – 2008 (EP)
- Death Magic Doom – 2009
- Psalms for the Dead – 2012
- Death thy Lover – 2016 (EP)
- House of Doom – 2018 (EP)
- The Door to Doom – 2019

### Mit Abstrakt Algebra
- Abstrakt Algebra – 1994
- Abstrakt Algebra – 2008

### Mit Krux
- Krux – 2003
- II – 2006
- III: He Who Sleeps Amongst the Stars (2011)

### MitAvatarium
- Avatarium – 2013
- The Girl with the Raven Mask – 2015

### Solo
- Songs of Torment, Songs of Joy – 2008